# 1881 aux échecs
| Années des échecs : 1878 - 1879 - 1880 - 1881 - 1882 - 1883 - 1884    |
| Décennies des échecs : 1850 - 1860 - 1870 - 1880 - 1890 - 1900 - 1910 |

Cet article présente les faits marquants de l'année 1881 aux échecs.

## Championnats nationaux
- Empire allemand : Joseph Henry Blackburne remporte le Congrès des échecs allemands, qui va remplacer les trois championnats séparés [1],[2].
- Canada : Joseph Shaw remporte le championnat[3].

## Divers
- Première parution du British Chess Magazine, plus ancienne revue publiée sans interruption depuis lors.

## Naissances
- William Napier
- George Alan Thomas

## Nécrologie
- 27 janvier : Jean-Louis Preti (en)
- 16 février : Gustav Neumann
- 1er juillet : Ilia Choumov
- 8 octobre : Theophilus Augustus Thompson